# Qëndrim Rijani
Qëndrim Rijani (mac. Квендрим Ријани; ur. 30 marca 1990 w Kiczewie) – północnomacedoński reżyser teatralny.

## Życiorys

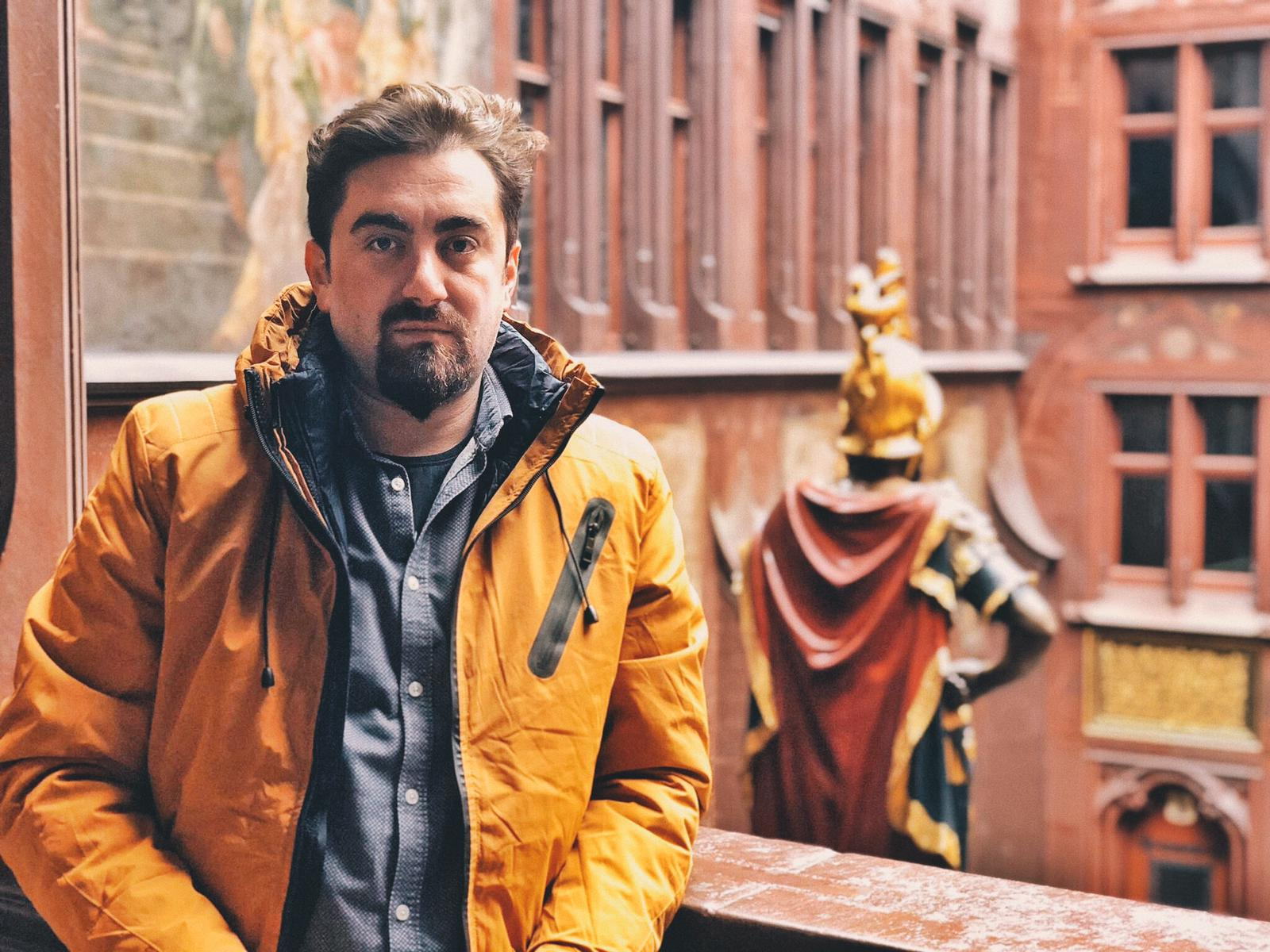
Qëndrim Rijani przed budynkiem szwajcarskiego parlamentu (2019)

Ukończył szkołę podstawową i średnią w Kiczewie. Wyjechał do Tirany, gdzie początkowo studiował medycynę, jednak po pierwszym roku zmienił uczelnię na Uniwersytecie Sztuk; ukończył na niej reżyserię Wydział Sztuk Dramatycznych.

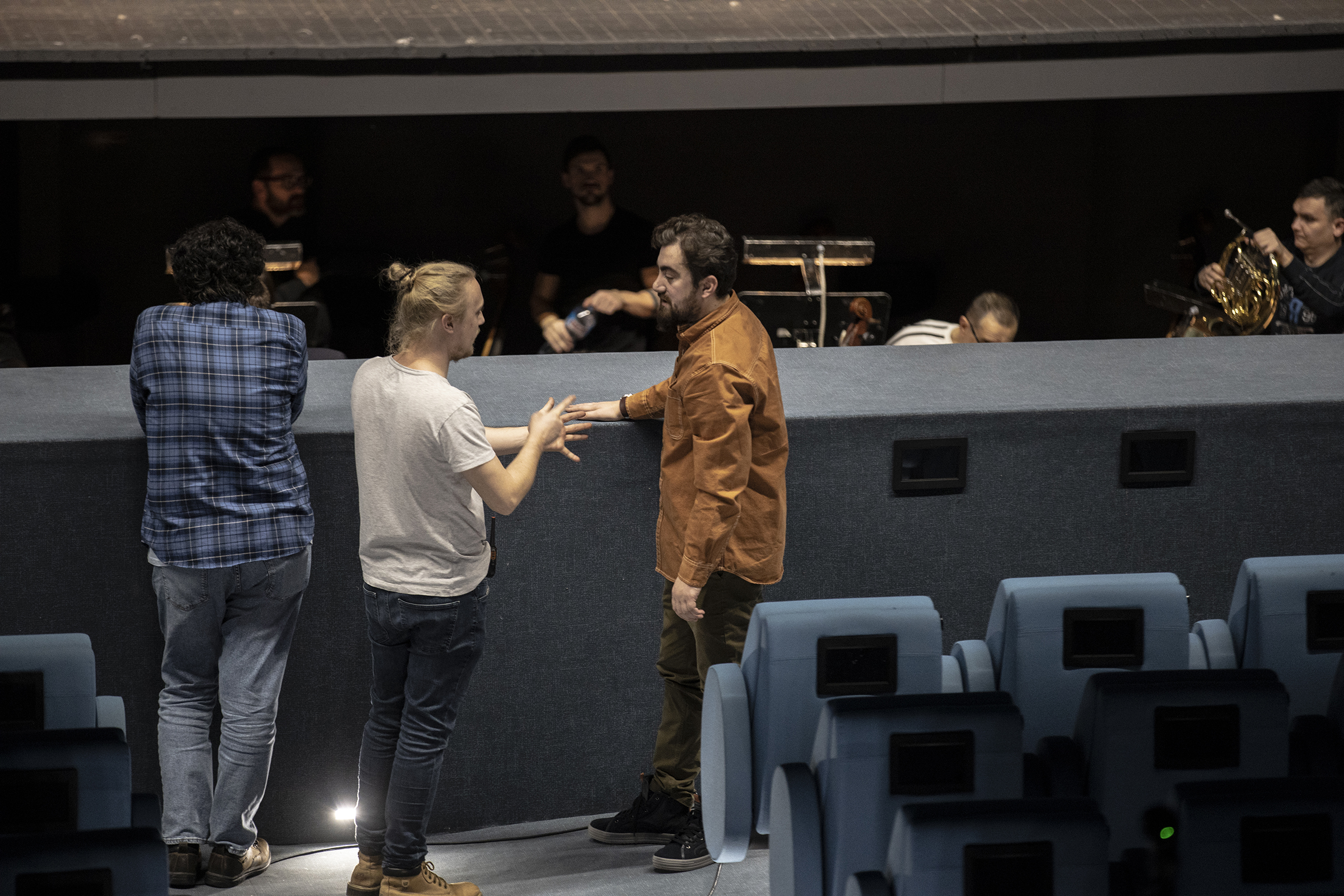
Qëndrim Rijani (w żółtym ubraniu; 2019)

Pracował jako wykładowca na Państwowym Uniwersytecie w Tetowie oraz w latach 2018-2019 na Wydziale Sztuk Dramatycznych Uniwersytetu Sztuk w Tiranie.
W 2018 roku należał do jury Ogólnokrajowego Festiwalu Teatralnego w Tiranie.

## Wyreżyserowane spektakle teatralne
- Kiçi dhe kthetrat e tij[2]
- Ne vijmë për Ajër (2013)[6][2][7][8][9]
- Gjymtimi (2014)[6][10][2][11][7][12][13][14]
- Kapitulli i Dytë (2014)[6][2][7][15]
- Art (2015)[6][2][7][16][17]
- Doktor Shuster (2015)[6][2][7][18][19]
- Gënjeshtër Pas Gënjeshtre (2015)[6][2][7][20][21]
- Darka e Thërrimeve (2016)[6][2][7][22][23]
- Shtëpia e Bernarda Albës (2016)[6][2][7][24][25]
- Ushtria e Ui Tomasit (2016)[6][2][26][7][27]
- 39 Hapat (2017)[6][2][7][28][29]
- Gratë (2017)[30][6][2][31][32]
- Në Det (2018)[6][2][7][33][34]
- Roberto Xuko/Roberto Zucco (2018)[6][2][7][35]
- Jashtë bie borë (2019)[36][37][6][2][7][38]
- Xhelatët (2019)[39][2][7][40][41]
- Opera për tre grosh (2020)[42][43]
- +18 (2021)[44][45]
- 11 Të Xhindosur (2021)[46]
- Fishkëllimë në Errësirë (2022)[47]

## Opery
- Skënderbeu[48][49][50][51][52][53][54][55]

## Filmografia
- Me kokën mbrapa[56]

## Nagrody
Laureat tytułów Najlepszego nowego reżysera w Albanii i Reżysera roku 2016 w Macedonii Północnej. W 2015 roku został również nagrodzony Złotą Mrówką.
W październiku 2018 roku podczas 48. edycji Festiwalu Teatrów w Uroševacu został uznany za najlepszego reżysera przez jury w składzie: Fadil Hysaj, Blerta Rrustemi-Neziraj i Nexhat Xhokli.